# Lancia invidella
Lancia invidella là một loài bướm đêm trong họ Crambidae.